# Lynard Stewart
Lynard Stewart (* 12. Mai 1976 in Philadelphia, Pennsylvania) ist ein ehemaliger US-amerikanischer Basketballspieler. Nach dem Studium spielte Stewart zunächst eher kurzzeitig in verschiedenen Ländern als Profi, bevor er ab 2001 längere Zeit in der British Basketball League (BBL) spielte und dort auch seine größten Erfolge feierte. So wurde Stewart 2008 als Most Valuable Player (MVP) der BBL ausgezeichnet, bevor er zwei Jahre später seine aktive Karriere in der BBL beendete. Stewart wurde anschließend Trainer einer Highschool-Basketballmannschaft in seiner Heimatstadt.

## Karriere
Stewart war ein erfolgreicher Highschool-Basketballspieler in seiner Heimatstadt, ging aber zum Studium nicht wie seine beiden älteren Brüder Larry, der als Profi eine Karriere in der NBA hatte, und Stephen, der später als Basketballtrainer einer Hochschulmannschaft tätig war, an die Coppin State University, sondern an die Temple University der NCAA Division I in Philadelphia. Dort spielte er für die Hochschulmannschaft Owls in der Atlantic 10 Conference (A-10) der NCAA. 1995 und 1996 verlor man das Finale des Meisterschaftsturniers der A-10 wie auch in den beiden Jahren zuvor gegen die Minutemen der University of Massachusetts. 1998 schied man als Sieger der Eastern Division der A-10 wie ein Jahr zuvor im Halbfinale des Meisterschaftsturniers aus. In der landesweiten NCAA-Endrunde kam man nie über die zweite Runde hinaus. 
Nachdem Stewart im NBA-Draftverfahren keine Berücksichtigung gefunden hatte, spielte er bei seiner ersten Profistation in der Chinese Basketball Association für die Ducks aus Peking. Nach einem Jahr ging er nach Europa und spielte in der zweiten Saisonhälfte für den tschechischen Meister Mlékárna Kunín aus Nový Jičín. Dieser gewann zwar den nationalen Pokalwettbewerb, konnte aber seinen Meisterschaftstitel in der Finalserie nicht verteidigen. Anschließend sollte Stewart noch in der „National Rookie League“ (NRL) bei einer Mannschaft aus seiner Heimatstadt sowie in Israel spielen, bevor er schließlich in der „International Basketball Association“ (IBA) für die Siouxland Bombers aus Sioux City spielte. Die Bombers stellten jedoch ihren Spielbetrieb am Ende der Spielzeit ein, während die restlichen Mannschaften der IBA Aufnahme in die wiedergegründete Continental Basketball Association fanden.
Nachdem Stewart im Sommer 2001 in der Dominikanischen Republik mit den Potros de la Villa Francisca die Meisterschaft gewonnen hatte, kam er in der Saison 2001/02 zu den Sharks aus Sheffield in die BBL. Die Sharks konnten ihren Vorjahreserfolg als Sieger der „Northern Conference“ der BBL nicht wiederholen und wurden Zweiter hinter den Chester Jets, die anschließend auch das Finalspiel der Play-offs der BBL gegen die Sharks gewannen und damit alle Titel der BBL in dieser Spielzeit. In der folgenden Spielzeit gewannen die Sharks mit Stewart die reguläre Saison der BBL, die nun wieder ohne Conferences ausgespielt wurde, doch in den Play-offs verlor man im Halbfinale gegen den späteren Titelgewinner Scottish Rocks. In der folgenden Spielzeit gewann man gegen diesen Gegner das Finalspiel des erstmals ausgetragenen BBL Cup, der als Ligapokal den traditionsreichen „National Cup“, der nun ohne Mannschaften der BBL ausgetragen wurde, abgelöst hatte. Als Zweiter der regulären Saison konnte man im Finale der Play-offs die Chester Jets besiegen.
2004 ging Stewart für zwei Spielzeiten zu den Towers aus London. Hier konnte er bis auf eine Finalteilnahme im BBL Cup 2005/06, der gegen die in jener Saison dominierenden Newcastle Eagles verloren ging, keine besonderen Erfolge feiern. Nachdem die Towers nach der Spielzeit 2005/06 vom Spielbetrieb abgemeldet werden mussten, ging Stewart in die belgische Ethias League zum Verein aus Bree, wo er wieder von seinem Landsmann Chris Finch, sein ehemaliger Trainer bei den Sheffield Sharks, betreut wurde. Mit diesem Verein konnte er an dessen Erfolge aus den Vorjahren jedoch nicht anknüpfen und während Finch innerhalb der Liga wechselte, kehrte Stewart in die BBL zurück, wo er einen Vertrag bei den Eagles aus Newcastle-upon-Tyne unterschrieb. In der Saison 2007/08 verlor man zwar die Finalspiele in den beiden Pokalwettbewerben BBL Cup und BBL Trophy, gewann aber die reguläre Saison der BBL, in der Stewart als MVP der BBL ausgezeichnet wurde. In den Play-offs erreichte man jedoch nur den vierten Platz. In der folgenden Saison, in der sein Landsmann und Mannschaftskamerad Trey Moore zum MVP ernannt wurde, gewann man bis auf den BBL Cup alle Wettbewerbe der BBL. Den Titel in der BBL Trophy konnte man in der Saison 2009/10 verteidigen, während man in den Play-offs als Hauptrundenerster in der Halbfinalserie gegen den späteren Titelgewinner Everton Tigers ausschied. Stewart beendete anschließend seine Karriere als Spieler und wurde ein Jahr später Trainer einer Highschool-Basketballmannschaft in seiner Heimatstadt Philadelphia.